# HD 64876
HD 64876，又名CD-34 4091，SAO 198579、HR 3092，是一颗恒星，视星等为6.15，位于銀經250.64，銀緯-3.53，其B1900.0坐标为赤經7h 50m 54.2s，赤緯-34° -3.53′ 0″。